# Domenico Guarino

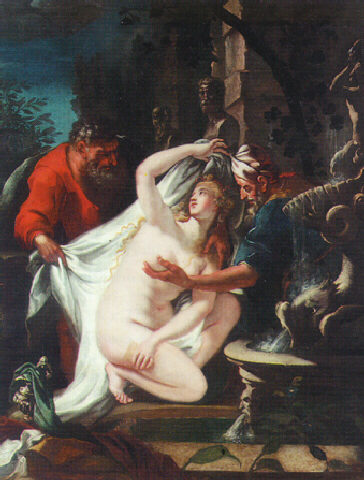
Susanna e i Vecchioni

Domenico Guarino (Napoli, 1683 – 1750) è stato un pittore e scultore italiano.

## Biografia e opere
Fu allievo di Paolo De Matteis, anche se in seguito seguì lo stile di Luca Giordano.
(Bernardo de Dominici, Vite de' pittori, scultori ed architetti napoletani (p. 546))
Fu molto apprezzato soprattutto in ambiente ecclesiastico, realizzò molte tele e altari per diverse chiese, soprattutto per l'Ordine francescano.
Molte delle sue opere si trovano in Basilicata che fu la sua regione d'adozione, ma lavorò anche a Napoli per i restauri dell'Incoronata, quelli alla Certosa di San Martino e delle tele per la chiesa di San Nicolò della Dogana sempre nella capitale del Regno, del San Gennaro contenuto in questa chiesa il Celano nel suo Notizie del bello dell'antico e del curioso della città di Napoli raccolte dal Carlo Celano (1856) come di: 
Confondendo Domenico Guarino con il più celebre Francesco Guarini che effettivamente era nato a Solofra.
Inoltre, sono documentate sue tele anche per la Cappella delle Sante Orsola e Caterina dei Rossi.

### Lavoro in provincia
Più spesso lavorò in provincia come per il convento di Sant'Antonio e la chiesa di Santa Maria dei Greci a Caggiano, nel salernitano, tele datate 1727. 
Ma, come abbiamo detto, la regione in cui ha lasciato la maggior parte delle sue opere è la Basilicata dove ricordiamo le tele per la chiesa madre e quelle per il convento di Santa Maria delle Grazie, del 1747, a Pisticci insieme con Andrea Vaccaro, il più celebre pittore, insieme a Francesco Solimena, di scuola napoletana tardo barocca. Altre opere, sempre in area lucana, sono le tele per la chiesa di Sant'Antonio da Padova di Stigliano, il San Francesco riceve l'indulgenza alla Porziuncola e altre tre tele raffiguranti: Sant'Agata, Santa Lucia e Sant'Apollonia (siglate D.G.) per la chiesa del Sacro Cuore di Genzano di Lucania e l'altare del convento di Sant'Antonio di Pomarico del 1726.
Una sua Deposizione si trova nell'Abbazia di San Michele Arcangelo sull'isola di Procida ed è datata 1746.
Come scultore viene ricordato per la sua opera di rifinitura della cappella Mazza per la chiesa della Santissima Annunziata di Salerno, iniziata da Ferdinando Sanfelice e terminata dal Guarino nel 1727.

### Giudizi dei contemporanei
In una sua vita esposta nel libro: Vite de' pittori, scultori ed architetti napoletani di Bernardo De Dominici del 1742, il pittore viene descritto soprattutto nella sua opera di restauratore della Certosa e dell'Incoronata, anche se questi restauri celavano opere ben più antiche.
Ma su questo dubbio lavoro di restauro il De Simone, nel suo Le chiese di Napoli descritte e illustrate da Giuseppe de Simone (1845) scrive, a proposito di certe tele di Belisario Corenzio alla Certosa restaurate nel XVIII secolo:
Oltre il lavoro di restauro viene citato anche per le sue opere, soprattutto nel napoletano.

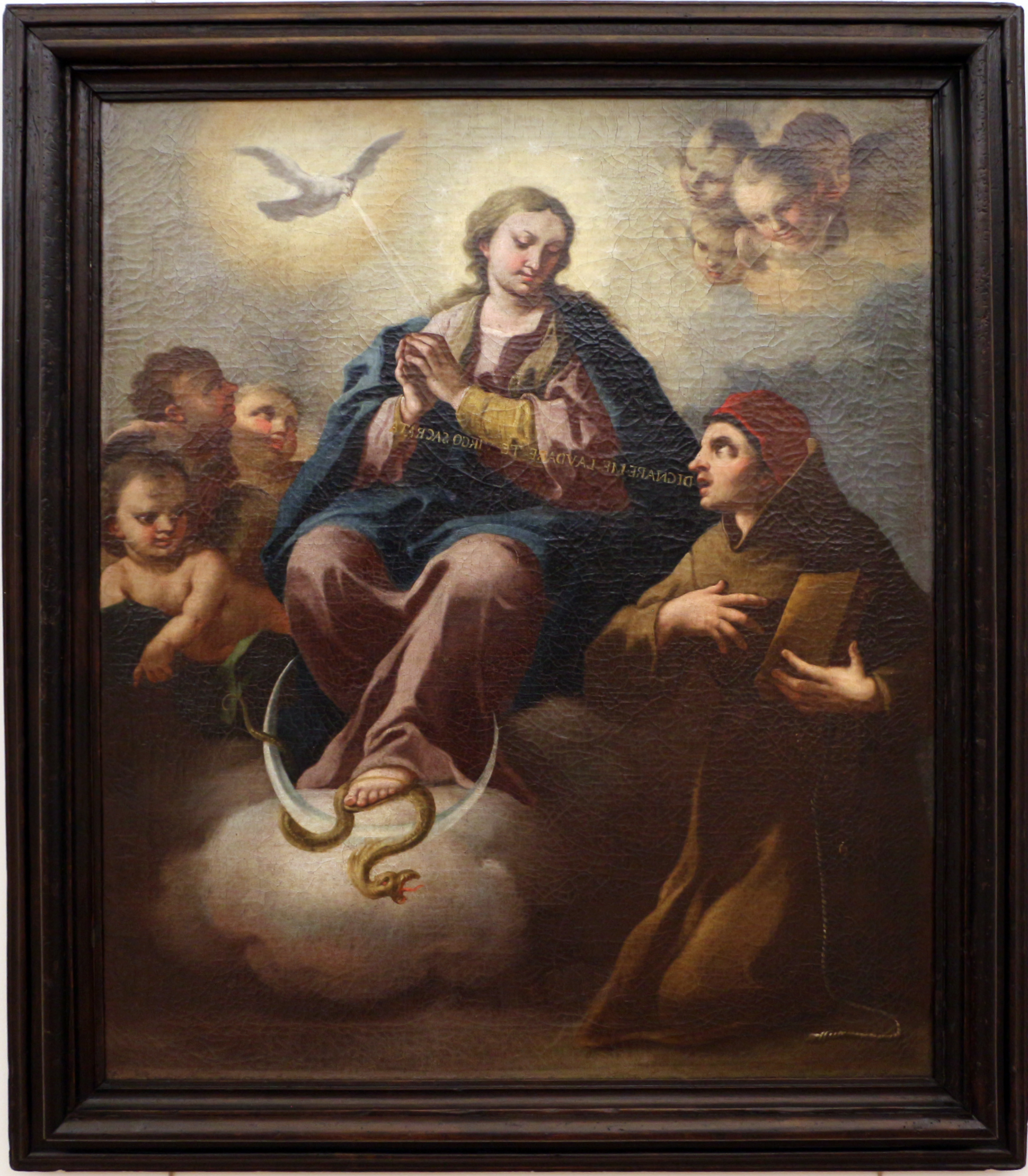
Stigliano

Dipinse, sempre secondo il de Dominici, due tele per la stessa chiesa dell'Incoronata che stava restaurando: un martirio di San Gennaro e un San Gregorio Taumaturgo; queste tele vengono ricordate come già scomparse da Luigi d'Afflitto nel 1834 nel suo libro: Guida per i curiosi e per i viaggiatori che vengono alla città di Napoli.
Soltanto Filippo De Boni, nella sua Biografia degli artisti (1840), spezza una lancia in favore del Guarino parlando delle sue opere in San Nicolò della Dogana:

## Altre opere

### Napoli
- Chiesa di Santa Maria in Portico - Napoli - due tele.

### Provincia di Potenza
- Santa Maria del Sepolcro - Potenza - Via Crucis.
- Chiesa Madre - Genzano - Via Crucis.
- Chiesa del Sacro Cuore - Genzano - Annunciazione, Sant'Agata, Sant'Apollonia, Santa Barbara, Santa Cecilia, Porziuncola, Santa Rosa.
- Chiesa di San Nicola - Savoia di Lucania - Immacolata, Cacciata dei mercanti dal Tempio, Gesù tra i dottori, Cacciata di Eliodoro, Diluvio Universale, Conversione di San Paolo, Scena di battaglia.
- Chiesa di San Giacomo - Lauria - Via Crucis.
- Chiesa Madre - Atella - Presentazione al Tempio, Madonna con Bambino, San Giuseppe e Sant'Antonio.
- Chiesa della Trinità - Atella - San Carlo, San Ludovico, San Michele.
- Chiesa Madre - Laurenzana - L'incontro tra San Francesco e San Domenico.
- Convento del S.S. Crocifisso - Forenza - Comunione degli apostoli (Lunettone), Storie della Passione, Martirio di Santa Barbara, Santa Cecilia, San Francesco, Santa Maria Maddalena.
- Chiesa del cimitero - Lavello - Ultima Cena.
- Cattedrale - Venosa - Matrimonio mistico di Santa Caterina.
- Chiesa della Riforma - Sant'Arcangelo - Immacolata.

### Provincia di Matera
- Convento Madonna del Carmine - Grassano - Via Crucis.
- Abbazia di Sant'Antonio - Pomarico - Maddalena penitente, Sant'Apollonia, San Carlo, San Rocco (1720).
- Chiesa di Sant'Antonio - Pisticci - San Donato (1747), Porziuncola, Sant'Antonio, Sant'Apollonia, San Biagio, Santa Caterina, Sant'Eligio, San Liborio (1748).
- Chiesa Madre - Pisticci - Madonna del Carmine, Madonna del Pozzo Misteri del Rosario.
- Chiesa del Convento - Salandra - Madonna con bambino, Sant'Antonio, San Francesco, San Gennaro, San Giovanni Battista, San Giovanni da Capestrano, San Leonardo, San Nicola, Santa Rosa, San Vescovo, San Vito.[2]